# مقزح عاري
مقزح عاري (Deverra denudata)، هو نوع من النباتات المزهرة يتبع الفصيلة الخيمية. منبته الأصلي يعود إلى شمال أفريقيا، ويتواجد في المغرب والجزائر وتونس وليبيا.
الاسم العلمي (باللاتينية): Pituranthos chloranthus (Bent. & Hook.)
الأسماء المحلية: زازة، جيدة (الجزائر)، أطاي وتاطايت (تارقية، الجزائر).
الفصيلة: Apiaceae

## الوصف النباتي
هو نبات عشبي معمر من الفصيلة الخيمية رائحته تشبه رائحة البسباس.

## الموطن الأصلي والانتشار
هو نبات متوطن في منطقة شمال إفريقيا فقط.

## الاستعمال
يستعمل هذا النبات في الطب الشعبي عند طوارق الهقار في علاج حصاة الكلى .